# Pescado (etnia)
Etnia del norte de México y sur de Estados Unidos, actualmente desaparecida.

## Localización
Los sumas vivían en el área de Paso del Norte (las actuales Ciudad Juárez, Chihuahua y El Paso, Texas) y en partes de la ribera del Río Bravo. Se integraron lentamente en otros grupos indígenas y en los establecimientos españoles, y finalmente desaparecieron.